# 希尔格茨豪森-坦登
希尔格茨豪森-坦登是德国巴伐利亚州的一个市镇。总面积28.68平方公里，总人口3154人，其中男性1593人，女性1561人（2011年12月31日），人口密度110人/平方公里。